# Ordine militare del Santissimo Salvatore di Santa Brigida di Svezia
L'Ordine militare del Santissimo Salvatore di Santa Brigida di Svezia era uno degli Ordini religiosi cavallereschi, stabilito in Svezia da santa Brigida nel 1366, per difendere lo Stato e la religione contro le scorrerie dei popoli pagani.

## Storia
I cavalieri di quest'Ordine, che fu approvato da papa Urbano V, portavano una croce azzurra a otto punte, simile a quella dei cavalieri di san Giovanni di Gerusalemme, dove in fondo alla croce v'era una lingua di fuoco, a significare che i cavalieri di quest'Ordine dovevano eccellere nella carità verso il prossimo. La loro principale obbligazione era quella di seppellire i morti, e di proteggere le vedove e gli orfani.
La stessa santa dette la regola e la tradizione vuole che il primo cavaliere fosse stato suo figlio Karl, morto a Napoli.  L'Ordine, con la penetrazione protestante luterana nei paesi baltici e scandinavi, si affievolì ed alla fine, in quell'area, scomparve.

### Presunta ricostituzione
Nel 1859 si riunirono numerosi patrizi campani presso la chiesa del Santissimo Salvatore a Capua per la ricostituzione dell'Ordine. La Santa Sede non riconobbe mai come legittima la rifondazione dell'Ordine.
Il 21 marzo 1952 sull'Osservatore Romano alla dichiarazione "Come altre volte già si è avvertito, questi sedicenti ordini assumono il loro nome sia da ordini realmente esistenti ma da secoli estinti, sia da ordini rimasti allo stato di progetto, sia infine da ordini veramente fittizi e non hanno mai avuto qualsiasi precedente nella storia" seguiva esplicitamente anche il nome di questo ordine, insieme ad altri.
Il 9 aprile 1970 sempre sull'Osservatore Romano si notificava che "In seguito ad una solenne funzione per l'investitura di nuovi Cavalieri dell'Ordine Cavalleresco di Santa Brigida di Svezia [...] vari lettori ci hanno chiesto informazioni circa l'atteggiamento della Santa Sede di fronte ad Ordini Cavallereschi aventi intitolazioni sacre o dedicati a Santi. Oltre ai propri Ordini Equestri [...] la Santa Sede considera come cattolici e tutela due soli Ordini Cavallereschi: Il Sovrano Militare Ordine di San Giovanni di Gerusalemme - detto di Malta - e l'Ordine Equestre del Santo Sepolcro di Gerusalemme. Tutti gli altri Ordini – di nuova istituzione o fatti derivare da quelli medievali – come, per esempio, il su nominato Ordine di Santa Brigida, quelli di Nostra Signora di Betlemme e di San Giovanni, ecc., non sono riconosciuti dalla Santa Sede".
Il gruppo continua, ad oggi, a sostenere una propria legittimità basandosi su una superata sentenza della Corte di Cassazione del 1959 . Il Tribunale Amministrativo Regionale per il Lazio, chiamato ad esprimersi a fronte di un ricorso, lo ha rigettato nel 2015 confermandone la non autorizzabilità, riferendosi a diversi pareri del Consiglio di Stato e di altri organismi. In tale sentenza si può leggere come "Quanto alla sentenza del 1959 della Corte di Cassazione, invocata dal ricorrente, deve evidenziarsi che le statuizioni del giudice penale, lungi dal costituire decisiva analisi ex professo della problematica derivante dall’interpretazione dell’art. 7 della legge 178/1951, risultano, in ogni caso, superate dai pareri con i quali il Consiglio di Stato, anche in virtù di successive elaborazioni della dottrina, ha statuito, con valore di diritto vivente, sul tema. Il diniego gravato si fonda, con tutta evidenza, sulle considerazioni svolte dalla più recente giurisprudenza e dai pareri prodotti dai Gruppi di Lavoro sulle onorificenze istituiti presso il Ministero degli esteri."